# 怪物 (福田和代)
『怪物』（かいぶつ）は、福田和代による日本の推理小説。『小説すばる』2010年5月号から12月号に連載されたものを大幅に加筆・訂正した上で刊行された。
2013年にテレビドラマ化された。

## あらすじ
千住大橋署の刑事生活安全組織犯罪対策課に所属している香西武雄は定年退職を1か月後に控えていた。刑事として30年以上働いてきたが、1つ心残りな事件があった。「くるみちゃん誘拐殺害事件」―。犯人は当時大学生だった堂島昭だと確信していたにもかかわらず、逮捕することができなかった。なぜなら、証拠は自分が嗅いだ〈死〉の匂いだけだったから―。あれから15年が過ぎ、時効も迎えて今更どうすることもできないのはわかっていたが、香西は残りの1か月、堂島を再び追うと決めた。堂島は裁かれることもなくのうのうと生活してきた挙句、次の衆議院選挙に出馬するつもりで地元に帰ってきていたのだ。
香西はまた、千住大橋署に娘を連れて相談に来ていた女性・橋爪治子の話を聞く。夫の橋爪行雄が10日前、仕事に行くと言って出ていったきり帰ってこないのだという。すでに捜査の主軸を外されている香西は単独で橋爪の足取りを追い、橋爪が失踪当日最後に訪れたという最新鋭のゴミ処理施設「日本循環環境ラボラトリ」に辿り着いた。そこにいた若き研究者・真崎亮は、骨をも溶かしてしまうという"亜臨界水"を使ったゴミ処理の最新技術を香西に説明する。興味を持った香西は、さらに詳しい話を聞くために本社にある真崎の研究室へと赴く。そしてそこで香西は思いがけず、真崎の研究室に充満する〈死〉の匂いをかいでしまう。

## 登場人物

### 千住大橋署
香西 武雄（こうさい たけお）
主人公。千住大橋署の刑事生活安全組織犯罪対策課（縮めて”刑事課”）に所属している来月下旬に定年を迎える予定の刑事。家族を含め他人には一度も話したことがないが、実は〈死〉の匂いをかぐことができる特殊能力を持っている。人間の〈死〉と動物の〈死〉も嗅ぎ分けることが可能。この能力のおかげで殺人事件の現場はぴたりと言い当てることができ、しかも一度もはずしたことがないため、「あいつは妙に勘がいい」と評判になり、刑事に推薦されて以降30年以上を刑事として生活してきた。そのうち20年近くは千住大橋署にいるため、名物刑事として署内でも有名。しかし能力によって知ることができた事柄に関してはいつも「刑事の勘だ」とごまかしている。
絵里子という娘がいたが、乳幼児突然死症候群で亡くしている。妻の聡子（さとこ）とは、家庭を顧みず、絵里子の急病の知らせにも応じなかったことが原因で離婚した。煙草は吸わず、他に趣味もないが、豆から挽くコーヒーが唯一の嗜好品。
石川（いしかわ）
香西の部下。刑事課に配属されたばかりの新米の頃から香西とは一緒に働き、香西が一から仕事を教え込んで一人前の刑事に育て上げた。今年で45歳。子供が大学に入学した。ヘビースモーカー。「くるみちゃん誘拐殺害事件」の時も、香西とペアを組んで捜査にあたっていた。
関口（せきぐち）
地域課で働く警察官で香西とは顔見知り。短く刈ったごま塩頭。不安にかられた時、目が泳ぐクセがある。

### 日本循環環境ラボラトリ
大手町にある生ゴミの処理場。ショッピングフロアやレストラン、有名海外ブランドショップなどもある地上50階、地下7階の大型ビルの地下3階から7階にある。
真崎 亮（まさき りょう）
本社の研究員。入社8年目。橋爪が失踪した日は処理場に来ており、斉藤と共に橋爪を案内した。顔色は青白く黒縁の眼鏡をかけている。見た目は30歳前後。女性のようになめらかな肌をしていて、汗もかかないのではないかと思わせるほど涼やかな顔立ちをしており、香西や石川とは対極のタイプ。草食系男子どころか、真崎自身が草木のよう。ほとんど表情が動かない。
斉藤（さいとう）
橋爪が失踪した日、最後に面会&施設を案内した今処理場の場長。半白の髪をした小柄な男性。目じりに皺が多く、温和な印象。

### その他
堂島 昭（どうじま あきら）
35歳。次の衆議院選挙に立候補予定の議員。ずっと埼玉で仕事をしていたが、選挙のために地元・千住大橋に戻ってきた。妻と子供がいる。
15年前の「くるみちゃん誘拐殺害事件」では不審者リストに名前が挙がり、香西は犯人だと確信していたが、父親が警察庁で高い役職におり、未来の長官候補に名前が挙げられるほどの人物であったため、警察上層部は容疑者リストから外した。実家にはヘルパーがいて「坊ちゃん」と呼ばれるほど裕福であったが、当時はひとり暮らし。背が高く、いつもデニムにギンガムチェックのシャツを着ていた。黒いふちの眼鏡をかけていて真面目そう&陰鬱な顔つきをしているが、その瞳にはどこかふてぶてしい狡猾さが見え隠れする。金持ち連中御用達の高校で成績の中の下ぐらいだったにもかかわらず、卒業後は両親が金を積んで有名私立大学に押し込んだ。
父親は息子の件で経歴に傷がついたと感じたのか、50代前半であっさり都議会議員に転身し、その後は国政に転じた。
鏑木 美知子（かぶらぎ みちこ）
堂島家に通いのヘルパーとして働いている女性。香川県出身。堂島の本家に紹介されて、東京の堂島家で働くようになった。免許は持っていない。「くるみちゃん誘拐殺害事件」後も働き続け、今から3年前に結婚したが、その後もヘルパーとして勤め続けている。事件当時21歳、今年36歳。
鏑木 洋一（かぶらぎ よういち）
美知子の4歳年上の兄。事件当時は月の半分を東京で、残りを実家の香川で過ごしていた。現在は東京で小さな会社を興し、香川の特産品などを東京のデパートやスーパーに卸す仕事をしている。
秋葉 沙世（あきば さよ）
元弁護士で厚生労働副大臣も経験したことのある議員。講演会で堂島と対談する。
藤井寺 里紗（ふじいでら りさ）
「くるみちゃん誘拐殺害事件」の犯人を知っていると警察に匿名で電話をかけてくる。事件の担当刑事を知っており、最初から香西を指名してきた。実は「くるみちゃん誘拐殺害事件」の時、乗用車から声をかけてくる不審な男性について警察に証言していた。事件当時小学3年生、現在24歳。パン屋でアルバイトをしている。中井1丁目のマンション在住。
杣谷 美樹（そまや みき）
里紗の友達で背格好や顔が似ている。詳しい事情を聞かないまま、里紗と香西の計画に協力する。
橋爪 行雄（はしづめ ゆきお）
大手町の一角にあるトーコー・オフィス・サービス（オフィスビルの管理をする会社）の営業マン。47歳の時に入社し、現在48歳。堅物タイプで職場での評判も上々だが、一方で「金以外に興味がない」と逆の評価する者もいる。実は2年程前までは投資会社の社長をしており、詐欺で訴えられたことがある。常磐線の南千住駅から徒歩5分ほどの2DKアパートに住んでいた。
7月12日、外回りでいくつかの得意先を回った後、最後に「日本循環環境ラボラトリ」での面談を最後に行方がわからなくなる。
橋爪 治子（はしづめ なおこ）
行雄の妻。夫が10日前に仕事に行くと言って出た後に行方不明になったと千住大橋署に中学生の娘と共に相談にやってきた。しかし満足のいく対応がなく困っていたところ、香西に声をかけられる。
諸角（もろずみ）
橋爪の上司。40歳前後。髪は黒々としているがこめかみのあたりに数本白髪が目立つ。
真崎 康男（まさき やすお）
橋爪を訴えた被害者団体に所属するひとり。真崎亮の父親。妻・光子と亮と共に埠頭から車ごとダイブして心中する。
増尾 義之（ますお よしゆき）
行方不明者リストに載っていた人物。52歳、家族無し、独身。中央区明石町在住。去年名古屋から上京してきて、新聞配達作業員として住み込みで働いていた。朝刊の配達業務を終えて寮に戻った後、食事をしてくると言って出かけてそのまま戻らなかった。
山本 輝夫（やまもと てるお）
行方不明者リストに載っていた人物。48歳。2年程前に引っ越してきて中央区月島のマンションに妻子と共に住んでいる。病院勤務の歯科医。病院に行くと言って自宅を出たきり姿を消した。
山本 典子（やまもと のりこ）
2つ年上の輝夫の妻。優一（ゆういち）という高校生の息子がいる。「ロアージュ」という喫茶店でアルバイトをしている。
ヒロミ
銀座の「カレン」という店で働いているホステス。山本輝夫に300万円借しているから返せと典子が働く「ロアージュ」に乗り込んできた。輝夫が失踪する1週間前に、「開業するからその資金を貸してほしい」と頼まれていたらしい。
三園（みその）
香西とは長い付き合いである保守系雑誌のライター。酒と煙草で声はひどくしゃがれている。
遠藤 くるみ
15年前の「くるみちゃん誘拐殺害事件」の被害者。当時小学2年生。おかっぱの髪にふっくらとした頬が愛らしい子供。喉骨が折れていたため、首を絞めて殺されたとみられている。

## 重要節句
くるみちゃん誘拐殺害事件
小学2年生の女児・遠藤くるみが、学校から帰宅した後に友達の家に遊びに行くと言って自宅を出たきり、行方不明になる。千住大橋をくるみと思しき少女がひとりで歩いていたという目撃情報や、近くでくるみのポシェットを拾った人がいたため、隅田川に落ちたのではないかと警察が川底をさらったが発見できなかった。2日後、遠藤家にくるみが身に着けていたと思われる靴下と髪のリボンが入った封筒が届く。この時点で警察は少女の捜索活動を事故から誘拐事件に切り替え、マスコミとも報道協定を結んで捜査は非公開で行われることが決定した。しかしそれからさらに2日後、また遠藤家に大型の封筒が届く。中からは厳重に緩衝材でくるんだビニール袋が出てきたが、中に入っていたのは骨で、科捜研に回されたところ、DNA鑑定でくるみ本人のものであることが確認された。
堂島昭をはじめ、容疑者リストには多数の人物の名前が挙がったが、いずれも決定的な証拠や犯行に不可欠だったと思われる車が見つからず、逮捕には至らなかった。当時は15年だった公訴時効は平成17年の法改正によって25年に変更されたが、すでに進行している時効はのびないため、被疑者不詳のまま今から3か月前に時効となってしまった。

## 書籍情報
- 単行本：集英社、2011年6月3日、ISBN 978-4-08-771410-4
- 文庫：集英社文庫、2013年5月17日、ISBN 978-4-08-745077-4

## テレビドラマ
「読売テレビ開局55周年記念ドラマ」として読売テレビ・日本テレビ系で、2013年6月27日に放送。
キャッチコピーは、「怪物として生きるか、人間として死ぬか。」

### キャスト
- 香西武雄〈55〉 - 佐藤浩市
- 真崎亮〈30〉 - 向井理
- 藤井寺里紗〈24〉 - 多部未華子
- 杉浦充博 - 矢島健一
- 山本雪子 - いしのようこ
- 斉藤光彦 - 矢柴俊博
- 山本優 - 藤原薫
- 石川えみ〈30〉 - 栗山千明（特別出演）
- 堂島昭〈35〉 - 要潤
- 藤吉久美子、山下容莉枝、仙波和之、石橋祐、竹中涼乃、大田正樹、芳岡謙二

### スタッフ
- 原作 - 福田和代『怪物』（集英社刊）
- 脚本 - 森下直
- 監督 - 落合正幸
- 音楽 - 沢田完
- 技術協力 - NiTRo、バル・エンタープライズ
- 照明協力 - 三和プロライト
- CG - スワーヴイメージス
- チーフプロデューサー - 堀口良則
- プロデューサー - 岡本浩一、佐藤善木、小林みつこ
- 制作協力 - テレビマンユニオン
- 制作著作 - 読売テレビ

### 関連商品
- 2013年10月9日にDVDがTCエンタテインメントから発売。